# Birthana loxopis
Birthana loxopis är en fjärilsart som beskrevs av Edward Meyrick 1909. Birthana loxopis ingår i släktet Birthana och familjen Immidae. Inga underarter finns listade i Catalogue of Life.